# Бекетов, Алексей Николаевич
Алексе́й Никола́евич Беке́тов (19 февраля (3 марта) 1862, Харьков — 23 ноября 1941, там же) — русский и советский архитектор, особенно много работавший в городе Харькове, и художник-пейзажист. Академик архитектуры (1894), профессор Санкт-Петербургской Императорской Академии художеств (1898), доктор архитектуры (1939), Заслуженный деятель искусств Украинской ССР (1941, посмертно).
Автор целого ряда построек, в основном, в стиле русской классической архитектурной школы и в стиле модерн, оказавших значительное влияние на архитектурный облик города Харькова, а также целого ряда построек в других городах.

## Биография
Представитель древнего русского дворянского рода Бекетовых.

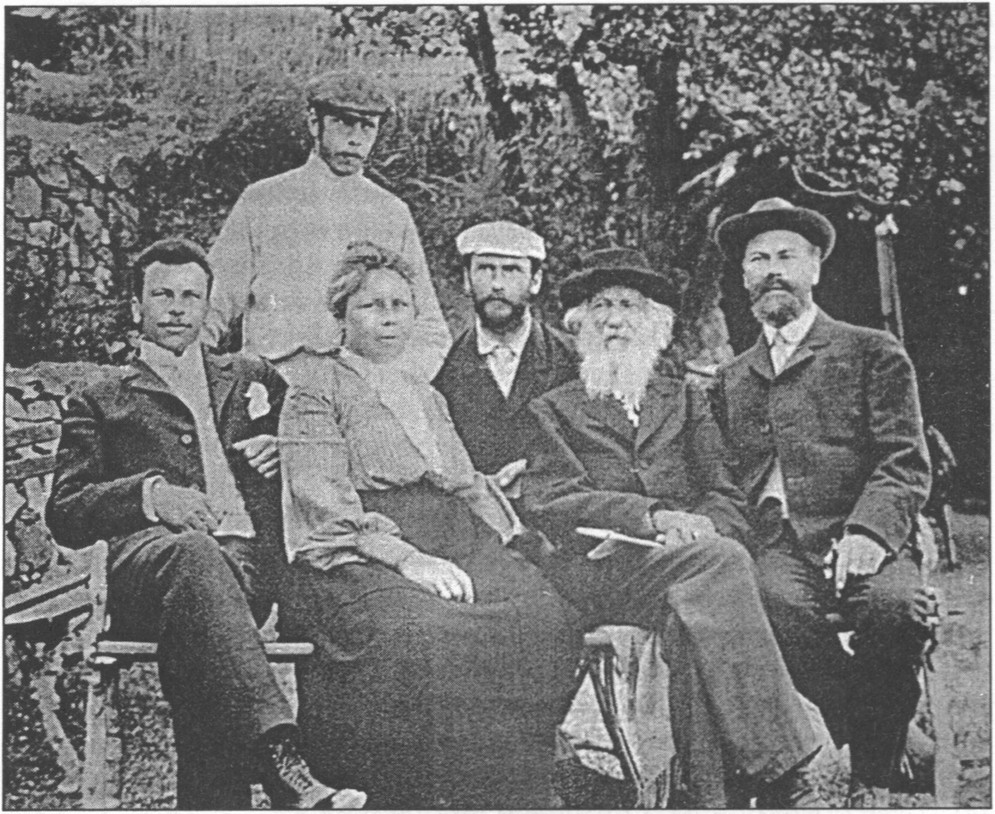
Семья Бекетовых в Алуште, Профессорский уголок. С бородой Николай Николаевич старший, дети, крайний слева Николай, крайний справа Алексей

Родился 19 февраля (3 марта) 1862 года в городе Харькове (по другим данным — в Киеве), в семье уроженца Пензенской губернии Николая Николаевича Бекетова — одного из основоположников физической химии, академика Императорской Академии Наук. Мать архитектора — Елена Карловна Бекетова (урожденная Мильгоф) была коренной петербурженкой. Кроме того, Алексей Николаевич приходился племянником академику-ботанику, ректору СПбУ Андрею Бекетову и переводчице Елизавете Бекетовой, двоюродным братом поэтессам Екатерине и Марии Бекетовым, дядей поэту Александру Блоку, свойственником химику Дмитрию Менделееву.
Учился в Харьковском реальном училище, а также в частной художественной школе М. Д. Раевской-Ивановой. Получил высшее образование на архитектурном факультете Академии художеств в Санкт-Петербурге, у профессоров Д. И. Гримма и А. И. Кракау в 1882—1888 годах. Работал в те же годы у известного петербургского архитектора М. Е. Месмахера, участвуя в проектах дворца Великого князя Михаила Михайловича, здания архива Государственного совета и других. Окончил Академию с золотой медалью, защитив дипломный проект на тему: «Вокзал при морских купальнях на Чёрном море».
С 1890 года преподавал в Харьковском технологическом институте.
Звание академика архитектуры получил в 1894 году за проект здания Общественной библиотеки на полтора миллиона томов, с 1921 года носящей имя Короленко, крупнейшей библиотеки Восточной Украины.
В значительной мере сформировал архитектурный облик Харькова (более 40 зданий), особенно Нагорного района, улиц Пушкинской, Мироносицкого переулка и Садово-Куликовской.
Около 60 зданий по его проектам также построены в Крыму (русский театр в Симферополе, дача в Алуште), Киеве, Ростове-на-Дону, Екатеринославе, Лубнах, Новочеркасске, Белгороде, Баку, Донецке и городах Донбасса (Горловке, Макеевке и других).

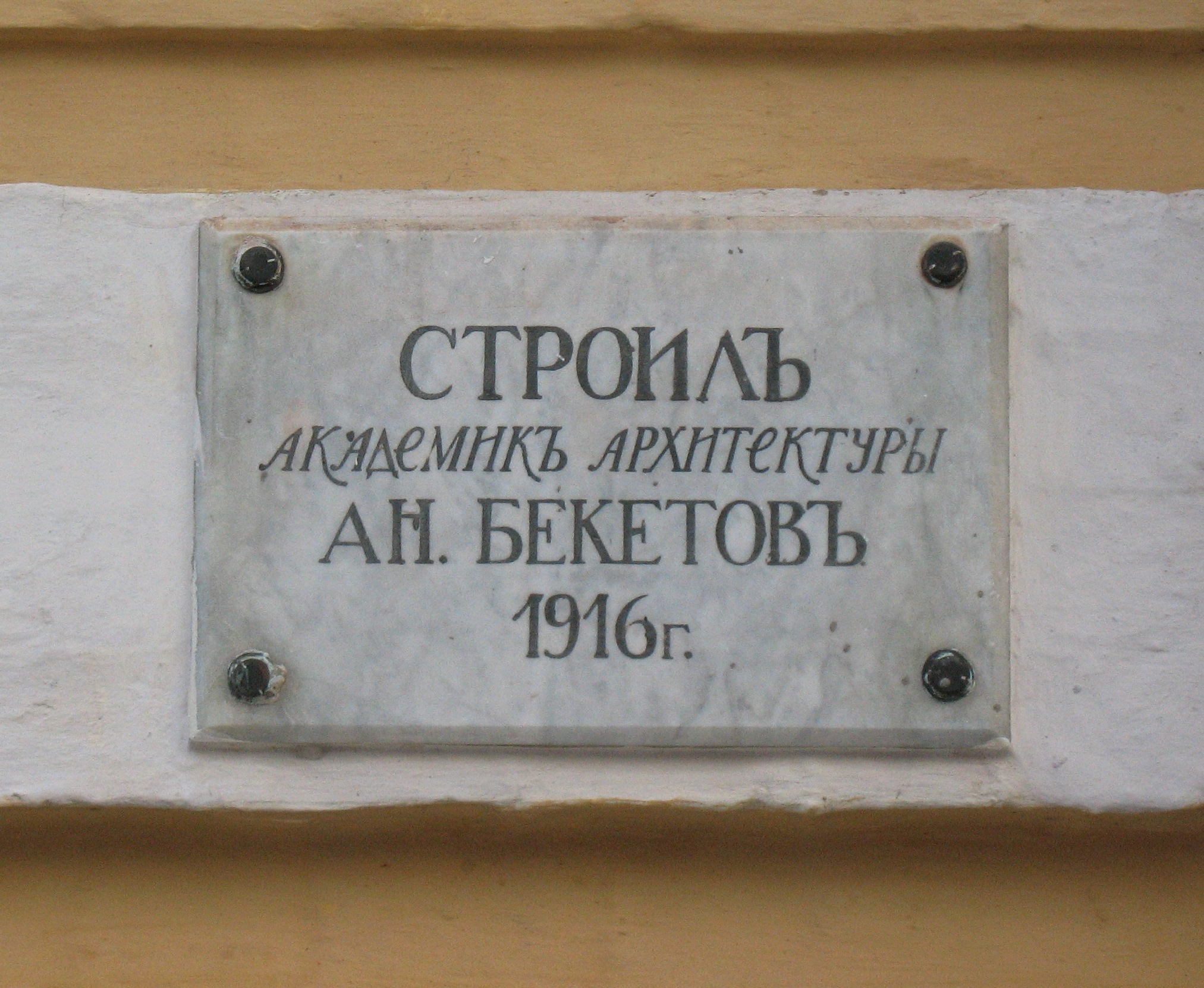
Мраморная доска на здании Харьковского коммерческого института, 1916

Бекетов воспитал поколение молодых украинских, русских и советских архитекторов, которые учились в технологическом (ХПИ), институте искусств (ХХПИ), инженерно-строительном (ХИСИ) и институте инженеров коммунального хозяйства (ХИИКС) в Харькове. Среди его учеников архитекторы А. Н. Душкин, Я. Г. Лихтенберг, В. Г. Кричевский.
Был женат на дочери украинского горнопромышленника Алексея Алчевского Анне (1868—1931), которая была художницей. Зять просветительницы Христины Алчевской, промышленника Алексея Алчевского и их детей — композитора Григория; оперного тенора, солиста Мариинки Ивана; поэтессы Христины. У Алексея и Анны было четверо детей: Кристина 1890 г.р. (у неё был сын Алексей), Николай 1891 г.р. (двое его детей в Канаде, одна дочь в Англии), Мария 1893 г.р. и Елена 1895 г.р. — у Елены сыновья Фёдор 1932 г.р. (у него дочь Ирина 1966 г.р. и Елена 1970 г.р. — у Ирины дочь Ирина, сыновья Николай и Андрей) и Владимир 1935 г.р. (у него дочь Елена 1971 г.р.).
Скончался 23 ноября 1941 года в оккупированном немцами Харькове.
Был похоронен на городском кладбище на месте нынешнего Молодёжного парка. Во второй половине 1970-х годов, перед ликвидацией кладбища, прах был перенесён на тринадцатое городское кладбище Харькова далее по Пушкинской улице.
Архитектурный архив Алексея Бекетова находится в Центральном государственном научно-техническом архиве Украины в Харькове.

## Исторические факты
- Самым интересным[5] проектом Бекетова был проект нового харьковского оперного театра на 2200 человек. Его не дала осуществить Первая мировая война, а затем гражданская. В результате Харьков имеет вместо беке́товского — огромный «миргоро́дский» долгострой (строился 21 год) новый оперный театр на Сумской с театральным залом всего на 1500 мест без окон, непохожий на классическое здание театра.Мемориальная доска на здании Института вакцин и сывороток на ул. Григория Сковороды в Харькове.

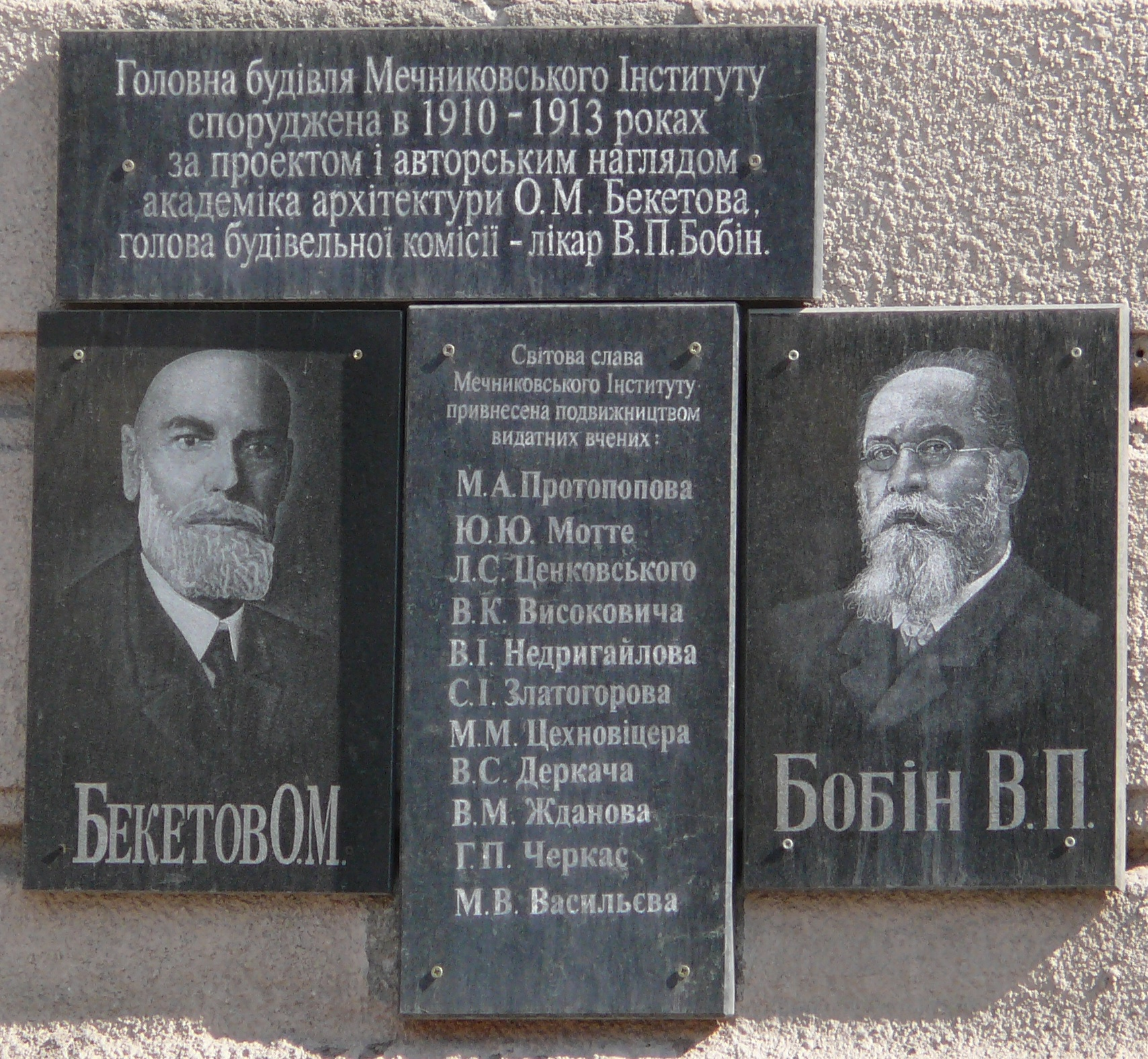
Мемориальная доска на здании Института вакцин и сывороток на ул. Григория Сковороды в Харькове.

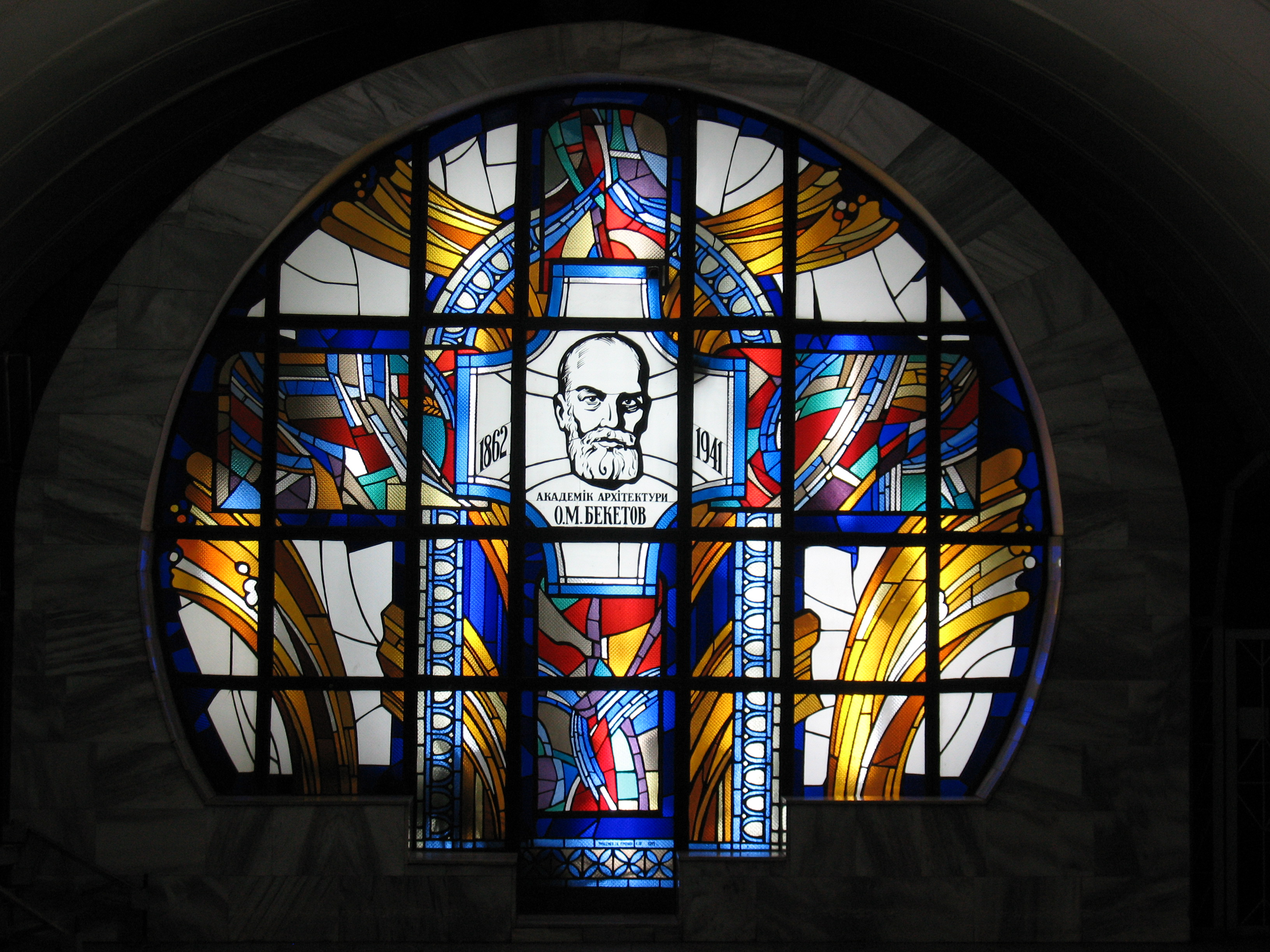
Витраж на станции метро «Архитектора Бекетова»

- Другим интересным зданием — украшением города обещало стать новое здание Харьковского университета, которому к концу 1930-х годов стало тесно в стенах бывшего Губернаторского дворца. Архитектор получил право на возведение нового здания ХГУ. Но и этот проект не был осуществлён из-за войны[5] — теперь уже другой.
- Мироносицкий переулок (сейчас вошёл в улицу Жён Мироносиц) в начале XX века стал как бы личным алчевско-бекетовским: земельные участки принадлежали промышленнику Алчевскому, зять же их обустраивал особняками. Там находились его особняк (дом 10, 1900, ныне Дом учёных); усадьба Алчевских (дом 13, 1893, ныне ДК МВД); сад Алчевских; воскресная школа Алчевской (дом 9, 1896, теперь — выставочный зал Художественного музея). Также Бекетовым там были построены ещё два здания — 11 (частный особняк, 1912, потом Совнарком Украины, давший название всей улице; ныне Художественный музей), и службы усадьбы. После финансового краха и последовавшего самоубийства либо убийства тестя Бекетова в мае 1901 года после него остались большие долги. Тёща Бекетова продала усадьбу с садом, а архитектор вынужден был продать свой особняк Южно-русскому обществу автомобилистов[6] и затем построил себе двухэтажный дом 37 в самом конце Садово-Куликовской улицы, над Журавлёвскими склонами, где участки были дешевле и место не престижное. Сам архитектор с семьёй жил на втором этаже, а нижний сдавал. Среди жильцов были художник М. Р. Пестриков, а уже при Советской власти, в 1930-х годах — баталист Николай Самокиш. На этой небольшой улице Бекетов построил пять зданий: 9, 21, 23, 37, …

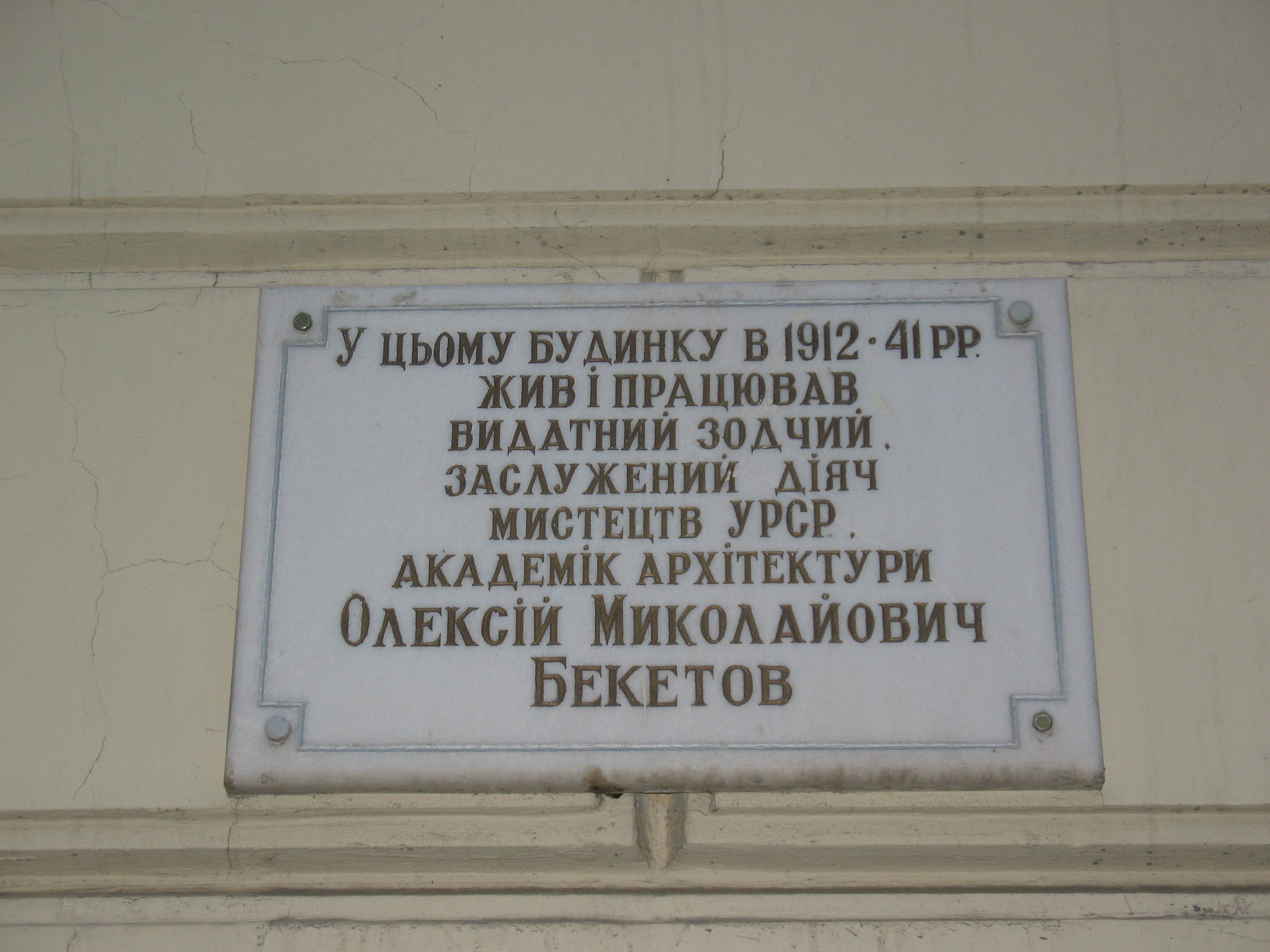
Доска на последнем личном доме Бекетова — Дарвина, 37

- В той же до- и послереволюционной квартире архитектора на Садово-Куликовской (улица Дарвина) до сих пор проживают его внуки, в частности, Ф. Рофе-Бекетов. Им также принадлежит флигель при даче Алексея Бекетова в Алуште (в самой даче сейчас расположен музей Алексея Николаевича)[5]. История этой крымской дачи такова: отец, проживавший в Санкт-Петербурге, разделил свой алуштинский участок и подарил половину сыну[5], где тот и начал в 1895 году рядом с отцовской, купленной ещё в 1870-х годах, строить свою дачу в мавританском стиле.
- Праправнучка Бекетова в 2008 году ходила в школу № 1 по улице Манизера, 12, первый корпус которой, выходящий на Дарвина (дом 13), построил в 1896 году её прапрадед.
- Архитектор участвовал в конкурсе на сооружение здания Госпрома, но его традиционный «бекетовский» проект из-за «старомодности» не смог конкурировать с молодыми архитекторами конструктивизма[5].
- Бекетов был неплохим художником-пейзажистом. Его картины имеются в частных коллекциях[5].

## Память
- В честь А. Н. Бекетова названа станция Харьковского метро.
- Его имя носят улицы в районе ХТЗ г. Харькова, в г. Салават и в других городах.
- 23 августа 2007 года ему открыт памятник на Сумской, перед ХИСИ[7][8].
- 30 августа 2016 года ему открыт памятник на улице маршала Бажанова, перед ХИИКС[9].
- В Алуште на бывшей даче Бекетовых, построенной Алексеем Николаевичем в восточно-мавританском стиле, открыт дом-музей А. Н. Бекетова.
- Часть музея ХИИКСа (ул. Маршала Бажанова) посвящена Бекетову.
- Приказом Министерства образования и науки Украины № 464 от 25 апреля 2013 года Харьковскому национальному университету городского хозяйства (ранее ХИИКС, где он занимался преподавательской работой), присвоено имя А. Н. Бекетова.

Портреты Алексея Бекетова
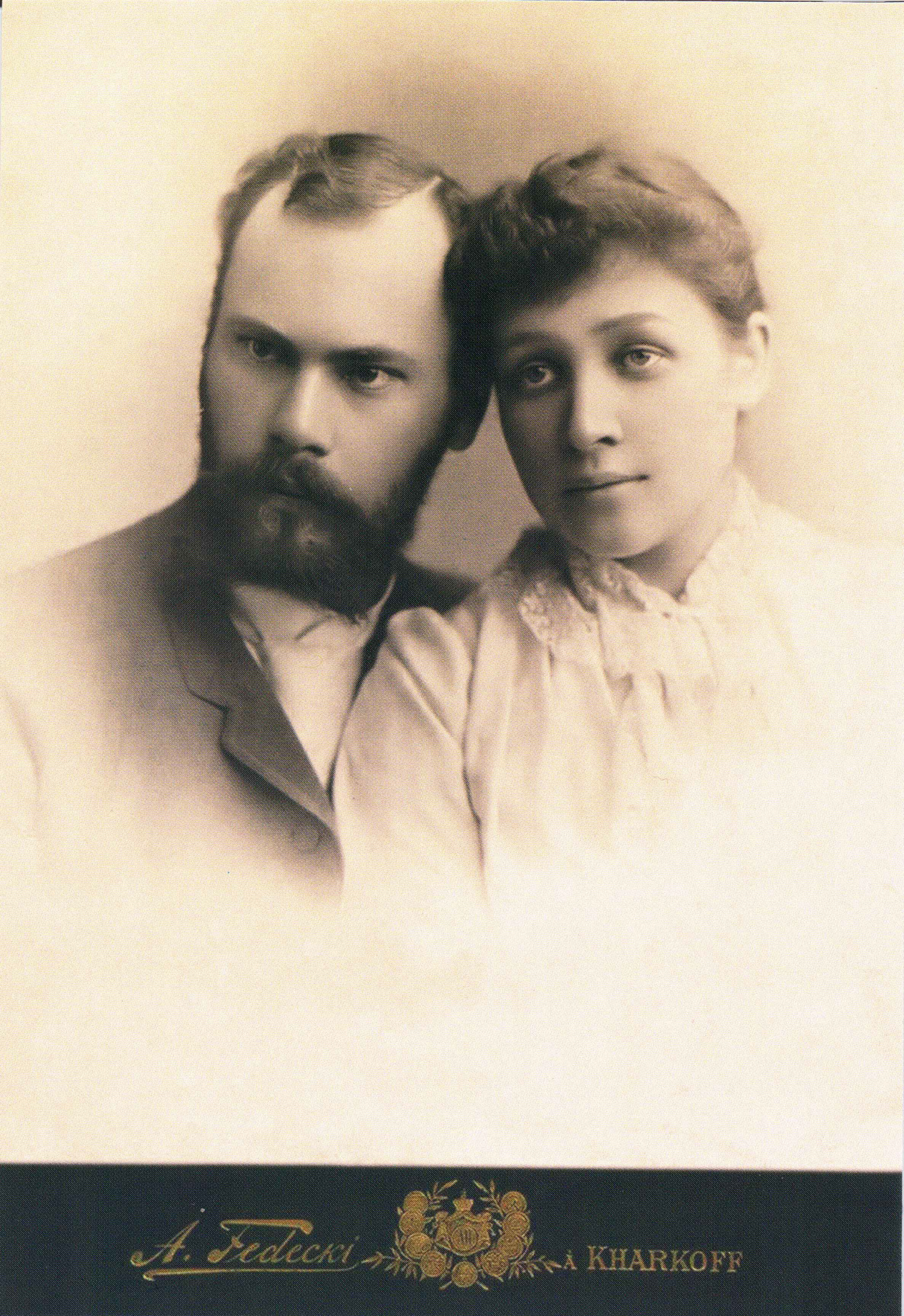
Алексей Бекетов с женой, дочерью А. Алчевского. Портрет работы А. Федецкого, 1890
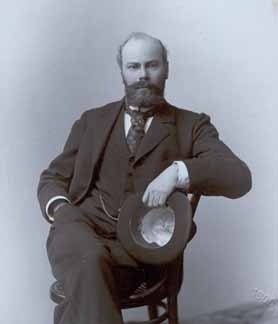
Бекетов в 1900-х годах
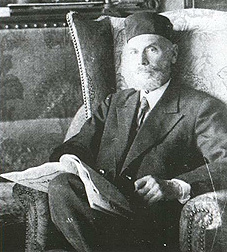
Бекетов в академической шапочке в 1930-х годах

## Здания

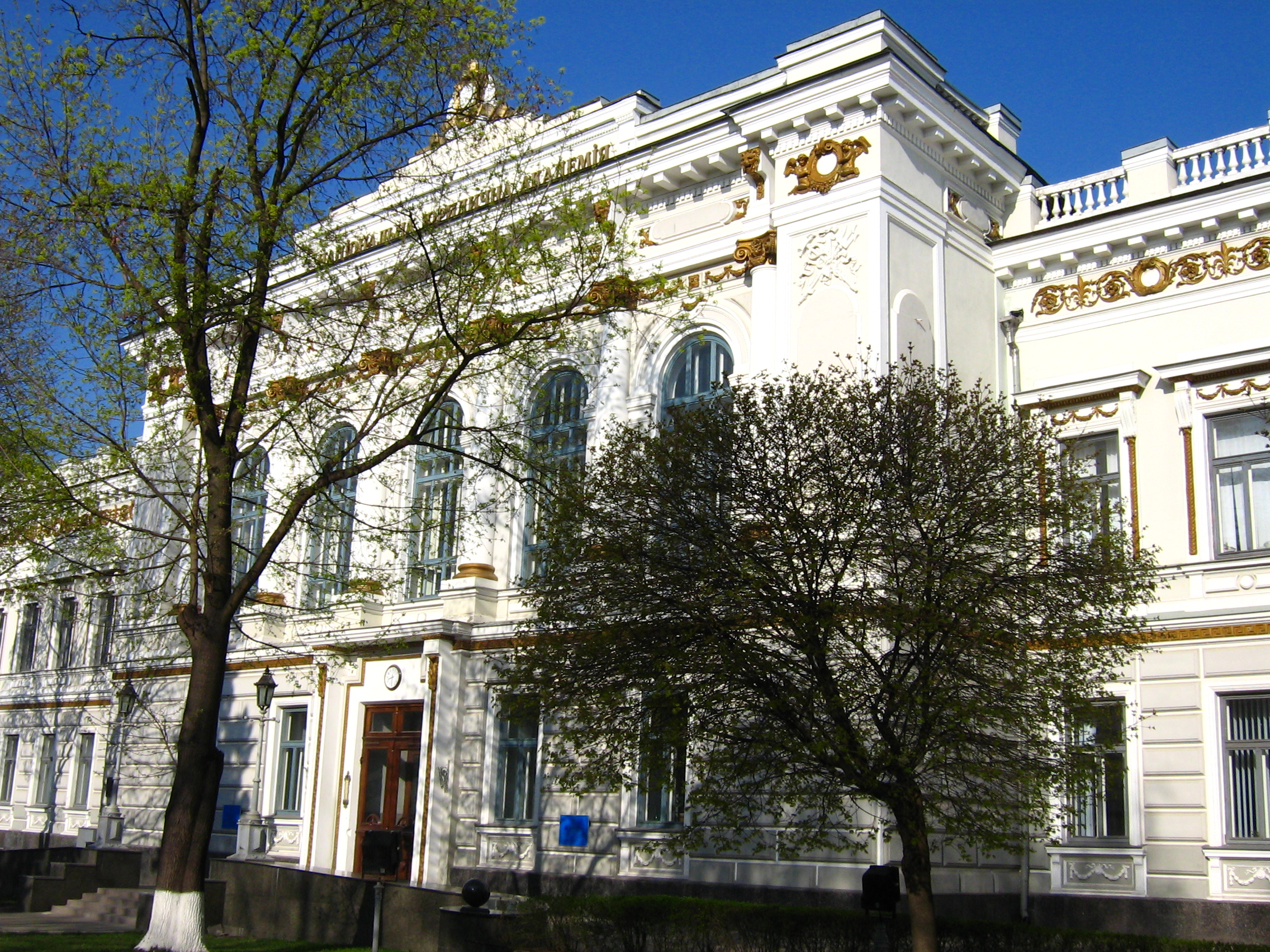
Здание Харьковского коммерческого училища Императора Александра III (ныне Национальная юридическая академия имени Ярослава Мудрого) в 2008 году

- Здания в Харькове
- Дом учёных
- ,  — Театр кукол
- ,  — Дом-музей в Алуште